# Marc Rennhack
Marc Rennhack (* 24. September 1974 in Kamen) ist ein deutscher Koch.

## Werdegang
Nach der Ausbildung ab 1991 wechselte Marc Rennhack 1996 ins Strandhörn in Wenningstedt auf Sylt und 1998 auf der gleichen Insel zu Juan Amador ins Fährhaus Munkmarsch (ein Michelinstern). 2000 ging er zu Hans Stefan Steinheuers  Zur Alten Post in Bad Neuenahr (zwei Michelinsterne) und als Souschef zurück zu Juan Amador ins Carême im Schlosshotel die Weyberhöfe.
2002 wurde Rennhack Küchenchef im Main Tower in Frankfurt am Main und 2005 im l'Orchidee in Bremen.
2008 wechselte er ins Olivio ins Steigenberger Graf Zeppelin in Stuttgart und 2011 ins Heritage by Juan Amador in Bukarest, das ein Projekt Juan Amadors war und als bestes Restaurant Rumäniens ausgezeichnet wurde.
Im April 2012 wurde Marc Rennhack Küchenchef im Restaurant Sterneck im Badhotel Sternhagen in Cuxhaven, das bis 2018 mit zwei Michelinsternen ausgezeichnet wurde und seit 2019 mit einem.

## Auszeichnungen
- 2013–2018: zwei Michelinsterne